# Каја-султанија (ћерка Мурата IV)
Каја-султанија је била ћерка Мурата IV.

## Младост и склапање брака
Каја-султанија је била најстарије дете султана Мурата и султаније Ајше. Већ 1637. године, султан Мурат је одлучио да се његова десетогодишња кћи уда за његовог миљеника Силахдар Мустафа.пашу када дође време. Већ 1640. године, након очеве смрти, султанија Косем је одлучила да тринаестогодишњу Кају уда за Мустафа-пашу како је њен син и желео. Након што је Мустафа-паша погубљен по наређењу султана Ибрахима као намесник Темишвара 1642. године, Каја-султанија остаје удовица. Већ августа 1644. године, Косем-султанија је инсистирала да се седамнаестогодишња Каја уда за Мелек Ахмед-пашу који је био у средњим 40-им.
 Међутим, Каја је била изузетно непријатељски расположена према свом мужу, што је било очигледно у ноћи венчања када га је убола бодежом, и изјавила да ће искористити своје право царске принцезе да никада не конзумира брак. Поред гађења према мужу, изјавила је да је добила пророчанство да ће умрети ако са мужем буде имала ћерку. Мелек Ахмед је то прихватио, зато што није могао ништа друго да ради због вишег чина своје жене, па је морао да јој се потчини.

## Брачни живот
Упркос турбулентном почетку, брак се на крају показао веома успешним и срећним. Мелек Ахмед је обожавао своју жену и обасипао је љубазношћу и даровима, док је Каја почела да поштује свог мужа и показала му се као одлична подршка, управљајући његовом имовином и саветујући га о политичким стварима, све до његовог именовања за великог везира. Међутим, коначно, после седам година, Косем-султанија је наредила обоје да конзумирају брак. Каја је послушала наредбу своје баке и убрзо затруднела и родила ћерку.
Евлија Челебија је сматрао султанију Кају врхунским примером доброчинства династије. Такође је приметио да се међу свим султанијама и њиховим мужевима ниједна није слагала тако добро као Каја-султанија са њим.

## Прогон
Како се 1647. године Ибрахим оженио султанију Хумашах, почеле су тензије у односима на двору. Због непоштовања које су сестре султана Ибрахима показивале према Хумашах, наређено им је да служе братовљеву венчану супругу. Каја је, заједно са својим теткама, султанијама Ајше, Фатмом и Ханзаде била приморана да држи њен сапун, умиваоник и пешкир.
Када су поновно биле оптужене за непоштовање његове жене, Ибрахим је протерао своје сестре и нећаку у Једрене. Из прогона су се вратиле у Истанбул годину дана касније, када је Ибрахим свргнут.

## Тумачење снова
У књизи Евлије Челебија се тврди да је Каја искусила чудне снове и затражила од Ахмед-паше да их протумачи. Каја је изјавила да су ти снови укључивали шетњу баштама са својим дедом, султаном Ахмедом I. На крају њеног сна, Ахмед је прешао руком преко Кајиног лица у знак благослова, али је рука била прекривена крвљу. Каја је затим прешла руком преко лица и она је такође била прекривена крвљу. Овде се султанија пробудила од страха. Мелек Ахмед је предложио Каји да 1000 златника да сиромашнима као милостињу, 2000 њеним унутрашњим и спољашњим агама, као и 300 Евлији-челебији и 100 Евлијиној сестри. Султанија Каја је урадила како јој је саветовано. Касније је Мелек открио Евлији да ће султанија Каја искрварити до смрти.
Убрзо након овог првобитног тумачења, Каја је имала још један сан који је тумачио Ахмед-паша. Ахмед је покушао да ослободи султанију од стреса изјавивши да њен други сан није разлог за бригу. Међутим, Каја је видела израз Мелековог лица током његовог тумачења и знала је да он не тумачи сан позитивно. То је довело до тога да је Каја постајала све побожнија, уз бројне донације Меки и Медини. Из овога је откривено да је Исмихан Каја била од најбогатијих султанија, након Фатме-султаније и Михримах-султаније. То се показало кроз њене енормне донације и продаје све своје имовине њеним слугама. Она је такође инсистирала да, уколико се њена лоза заврши, сви приходи са тих земаља треба да иду Светим градовима.

## Смрт
26 дана након наводног сна који је доживео Мелек Ахмед, а који је наводно предвидео смрт Каје-султаније током порођаја, испоставило се да је Каја-султанија родила ћерку. Мелек је поделио бројне милостиње након рођења своје ћерке.
Међутим, било је компликација након рођења Кајине ћерке. Њена постељица је остала у њеној утроби и „залепила јој се за срце”. Те ноћи су све слуге и бабице у палати покушале све да ослободе постељицу. То је укључивало стављање Каје у ћебад и изузетно снажно протресање, обешање наопачке и пуњење буради са медном водом од цветова наранџе и „стављање у њу”. Три дана и три ноћи Каја је морала да издржи ово мучење. У очајничком покушају, бабице су намазале руке бадемовим уљем и ставиле руке у принцезину материцу и извукле комаде коже, укључујући оно што је личило на јетру и сириште.
Четири дана након порођаја, Исмихан Каја-султанија је умрла.
Сахрањена је у маузолеју свог стрица Ибрахима, у џамији Аја Софија. Након Кајине смрти, Мелек се наводно бацио на њен ковчег и неконтролисано плакао.
После смрти
Након смрти Каје Султан, велики везир Копрулу Мехмед-паша наредио је да се заплени Кајино богатство, упркос постојању Кајиног мужа и њене ћерке.
Ово је било у складу са османским земљопоседничким системом, тимарским системом. У тимарском систему, земљиште се редистрибуира након смрти појединца, уместо да се земља преноси на будуће генерације. Ако се будућа поколења покажу да су од користи за царство, султан би могао да подели друге парцеле земље овим појединцима.
Њен супружник се поново оженио три године касније њеном тетком Фатмом-султанијом, са којом је био у несрећном браку.

## Потомство
Каја је имала сина и две ћерке, од којих је преживела само њена прва ћерка:
- Афифе (24. фебруар 1659 — 1659): сахрањена у Принчевој џамији.
- Абдулах-бег (1655 — 1655): прерано рођен, са седам месеци. Живео мање од једног дана.
- Фатма-султанија (1652 — 1728): након смрти њених родитеља, живела је код једне од сестара њене мајке до удаје. Удата је 1670. године за неког Сулејман-пашу, о чијим се синовима из првог брака њеног супруга бринула. Није имала своју децу. Читавог живота се бринула о добротворним фондацијама њене мајке након њене смрти. Умрла је у 75. години живота, као удовица. Сахрањена је у комплексу Азиза Махмуд Худајиа[7].